# Zivia Lubetkin
Zivia Lubetkin ( polska: Cywia Lubetkin, hebreiska : צביה לובטקין , nom de guerre: Celina), född 9 november 1914 i Byteń, Polen, död 14 juli 1976 i  Kibbutz Lohamei HaGeta'ot, Israel, var en av ledarna för det judiska underjordiska motståndet i det nazistockuperade Warszawa och den enda kvinnan med högre befäl inom motståndsgruppen Zydowska Organizacja Bojowa (ZOB). Hon överlevde förintelsen i det tyskockuperade Polen och emigrerade till Palestina 1946.

## Biografi
Lubetkin föddes i Byteń nära Slonim (nu i Vitryssland). Hon gick med i den sionistiska arbetarrörelsen vid en tidig ålder och under de sena tonåren deltog hon i den sionistiska ungdomsrörelsen Dror, och blev 1938 medlem av dess verkställande råd. Efter att Nazityskland och senare Sovjetunionen invaderat Polen i september 1939 gjorde hon en farlig resa från den Sovjetockuperade delen av landet till Warszawa för att delta i det underjordiska motståndet där.
År 1942 hjälpte Lubetkin till att grunda den vänstersionistiska antifascistiska Bloc. Hon medverkade, som en av grundarna till ZOB, också i judiska samfundets politiska råd i Warszawa, Zydowska Komitet Narodowy, (ŻKN), samt i samordningskommittén, en paraplyorganisation bestående av ŻKN och det ickezionistiska General Jewish Labour Bund (Bund), som stödde ZOB.
Under hennes år med underjordiska aktiviteter blev namnet "Cywia" kodordet för Polen i skrivelser mellan olika motståndsgrupper både inom och utanför Warszawas ghetto. Hon var en av ledarna för Upproret i Warszawas getto och en av endast 34 soldater i gruppen, som överlevde andra världskriget. Efter att ha lett sin grupp genom kloakerna i Warszawa med hjälp av Simcha "Kazik" Rotem under de sista dagarna av ghettoupproret (den 10 maj, 1943), fortsatte hon sin motståndsverksamhet i resten av Warszawa utanför ghettot. Hon deltog också i det polska Warszawaupproret 1944. 
Efter andra världskriget var Lubetkin aktiv inom samfundet i Europa för överlevande efter förintelsen, och hjälpte till att organisera Bricha, en organisation bemannad av agenter som hjälpte öststats- och centraleuropeiska judar att korsa gränserna på väg till Palestina via olaglig invandringsvägar. Hon själv emigrerade 1946 till Palestina, där hon gifte sig med Yitzhak Zuckerman, befälhavare i ZOB, och de grundade, tillsammans med andra överlevande ghettosoldater och partisaner, Kibbutz Lohamei HaGeta'ot där också museet Ghetto Fighters' House är beläget. År 1961 vittnade hon vid rättegången mot den nazististiske krigsförbrytaren Adolf Eichmann.